# Albert Joseph Goblet d'Alviella
Greve Albert Joseph Goblet d'Alviella (26. maj 1790 – 5. maj 1873) var en officer i hæren i det Forenede kongerige Nederlandene. Senere blev han liberal, belgisk politiker.
Goblet var søn af en fremtrædende dommer i Tournai. Han studerede på det franske militærakademi Saint-Cyr og blev ingeniørofficer i den franske hær. Ved restaurationen i 1814 blev han officer i det Forenede kongerige Nederlandenes hær. Under den belgiske revolution i 1830 sluttede han sig til de revolutionære styrker. I den nye belgiske stat blev han landets første krigsminister, men blev siden udenrigsminister fra 1831-1834. I 1832-1834 var var han premierminister. I 1833 fik han forhandlet en våbenstilstand på plads med hollænderne. Den varede indti,l krigen formelt blev afsluttet med Londontraktaten i 1839. i 1834 trak han sig ud af regeringen og blev generalinspektør for hæren. 
I 1837 blev han adlet, og samme år blev han ambassadør i Portugal. 1843-1845 var han igen udenrigsminister. Senere udformede han et nyt forsvarssystem til den nordlige grænse. Da han var imod nogle af kongens forsvarsplaner, blev han afskediget som aktiv officer. 
Goblet var bedstefar til Eugene Goblet d'Alviella, en berømt historiker. Han døde i Bruxelles i 1873.

## Eksterne kilder
- Berømte belgiere – premierministre og andre politikere
- Count Albert Joseph Goblet d'Alviella Arkiveret 22. juli 2011 hos  Wayback Machine